# Grand L. Bush
Grand Lee Bush, född 24 december 1955 i Los Angeles, Kalifornien är en amerikansk skådespelare.

## Filmografi (urval)
- 1978 – CHiPs (TV-serie) (1 avsnitt)
- 1978 – Hulken (TV-serie) (1 avsnitt)
- 1979 – Hair
- 1982 – Police Squad! (TV-serie) (1 avsnitt)
- 1984 – Airwolf (TV-serie) (1 avsnitt)
- 1984 – Streets of Fire
- 1985 – Brewsters miljoner
- 1985 – Purpurfärgen
- 1986–1993 – Hunter (TV-serie) (5 avsnitt)
- 1987 – Dödligt vapen
- 1987 – Hollywood Shuffle
- 1987 – Simon & Simon (TV-serie) (1 avsnitt)
- 1988 – Colors
- 1988 – Die Hard
- 1989 – China Beach (TV-serie) (1 avsnitt)
- 1989 – Dödligt vapen 2
- 1989 – Mord och inga visor (TV-serie) (1 avsnitt)
- 1989 – Tid för hämnd
- 1991 – Wedlock
- 1992–1993 – Renegade (TV-serie) (3 avsnitt)
- 1993 – Demolition Man
- 1994 – Street Fighter
- 1998–1999 – Walker, Texas Ranger (TV-serie) (2 avsnitt)
- 1999 – Chicago Hope (TV-serie) (1 avsnitt)
- 1999 – Kameleonten (TV-serie) (1 avsnitt)
- 2002 – På heder och samvete (TV-serie) (1 avsnitt)